# Ljubo Vukić

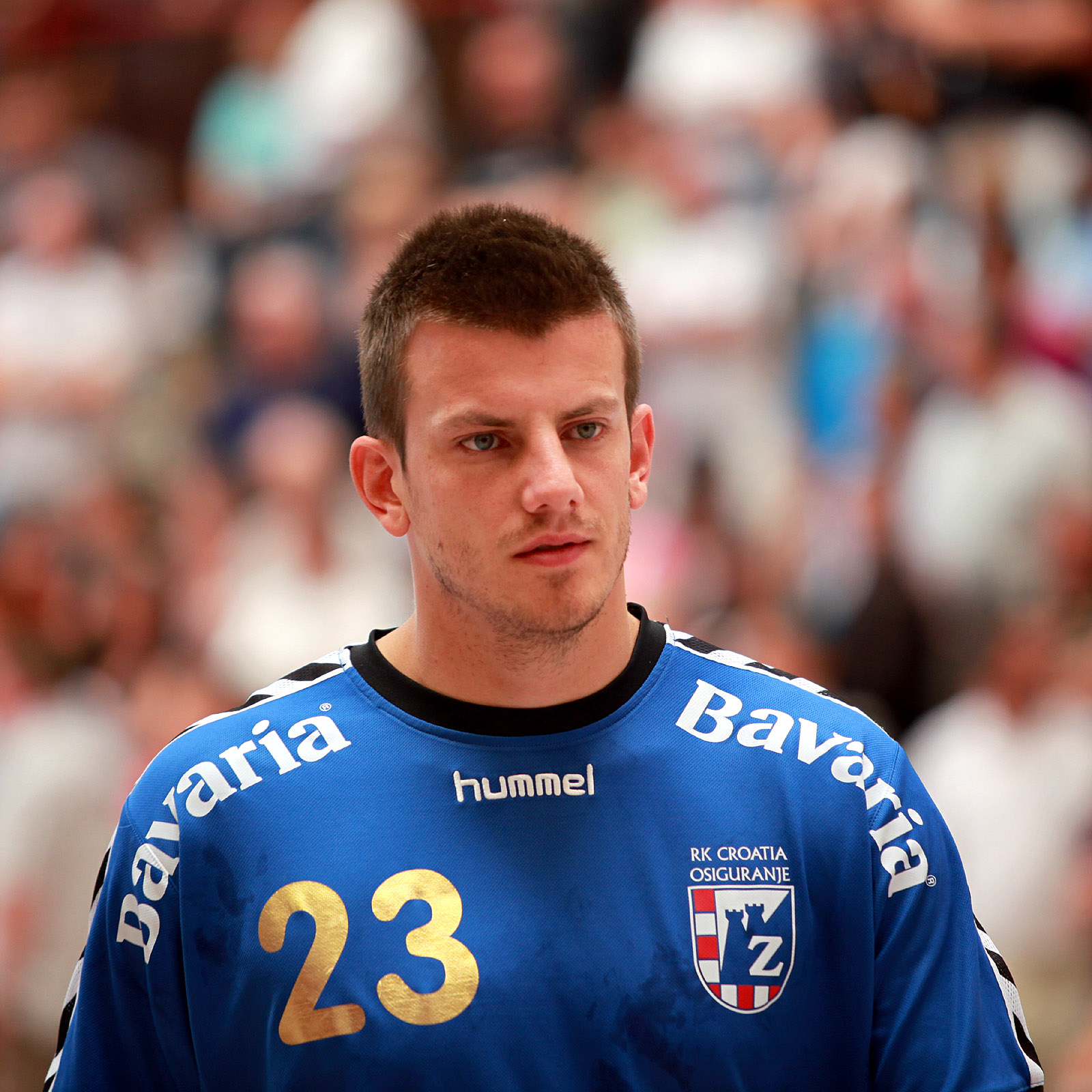
Ljubo Vukić beim Schlecker Cup 2009

Ljubo Vukić (* 3. August 1982 in Split, Jugoslawien) ist ein kroatischer Handballspieler. Seine Körperlänge beträgt 1,92 m, sein Körpergewicht liegt bei ca. 95 Kilogramm.
Ljubo Vukić ist seit 2000 Profi-Handballspieler. Sein erster Profi-Handballverein wurde in der Saison 2000/2001 RK Brodomerkur Split aus Kroatien. Seine weiteren Vereinsmannschaften wurden Medveščak aus Zagreb und der kroatisch geprägte Handballverein HRK Izviđač aus Ljubuški in Bosnien-Herzegowina. Seit der Handballsaison 2006/2007 spielt Vukić für den kroatischen Handballverein RK Zagreb auf der Spielerposition eines Linksaußen. Seine Trikotnummer bei RK Zagreb ist die 23. International nahm  Vukić an europäischen Handballwettbewerben 2000/2001 und 2001/2002 mit RK Brodomerkur Split am EHF-Pokal teil. Es folgte 2005/2006 die Teilnahme am EHF Challenge Cup mit Agram Medveščak zugleich in derselben Spielsaison die Teilnahme an der EHF Champions League mit HRK Izviđač. 2006/2007 spielte Ljubo Vukić mit dem kroatischen Handballverein Agram Medveščak und seinem jetzigen Klub RK Zagreb im EHF Cup Winners’ Cup. An diesem Wettbewerb nahm er mit RK Zagreb in der Saison 2007/2008 wiederum teil. Im Sommer 2012 schloss er sich dem belarussischen Erstligisten Brest GK Meschkow an. Mit Brest GK Meschkow gewann er 2014, 2015, 2016, 2017 und 2018 die Meisterschaft sowie den belarussischen Pokal.
Ljubo Vukić spielt in der Kroatischen Nationalmannschaft als Angriffsspieler und trägt dort die Trikotnummer 23. Ljubo Vukić nahm an der EM 2008 mit der kroatischen Männer-Handballnationalmannschaft teil und errang die Vize-Europameisterschaft gegen Dänemark.